# 卡斯泰尔韦代
卡斯泰尔韦代（義大利語：Castelverde），是意大利克雷莫纳省的一个市镇。总面积30平方公里，人口5597人，人口密度186.6人/平方公里（2009年）。国家统计（ISTAT）代码为019026。